# Église prieurale Notre-Dame de Vizille
L'église prieurale Notre-Dame de Vizille est une ancienne église, en grande partie en ruine, située sur la commune de Vizille dans l'Isère en région Auvergne-Rhône-Alpes.

## Historique
L’église prieurale Notre-Dame, située au cœur du cimetière de Vizille, date d'entre la fin du Xe siècle et le début du XIIe siècle et fut durant cette période et jusqu'au XVIIIe siècle, l'église paroissiale de la ville. Elle appartenait au plus ancien établissement religieux de Vizille, le monastère de Sainte-Marie-de-Visiliae, dépendant de l'abbaye de Cluny.
La porte de la chapelle du cimetière est classée par arrêté du 1er mars 1906  et les vestiges de l'église ainsi que la parcelle du cimetière qui entoure le bâtiment sont classés par arrêté du 27 décembre 1996.
Deux chapiteaux ont également été classés le 10 septembre 1911, et le 4 décembre 1914. Ceux-ci sont conservés au Musée de la Révolution française à Vizille. Le bâtiment présente actuellement un état de péril imminent.

## Architecture
En 2024, seul le bâtiment de l’église Sainte-Marie est encore présent malgré la destruction de plusieurs murs. Un portail avec un tympan sculpté en marbre de Notre-Dame de Mésage est encore visible, face au cimetière. L'arc, au dessus du portail est constitué de molasse et de marbre. Il est soutenu par des pilastres en alternance de pierres grises et blanches. Des colonnes sont logées dans les ressauts. 
Le tympan offre une représentation du Christ en Majesté, entouré des quatre évangélistes. Le linteau est orné d'une sculpture représentant la Cène.

## Situation et accès
L'église est située au nord-est du territoire de Vizille. Elle est implantée au centre du cimetière et domine la ville et les vallées environnantes.

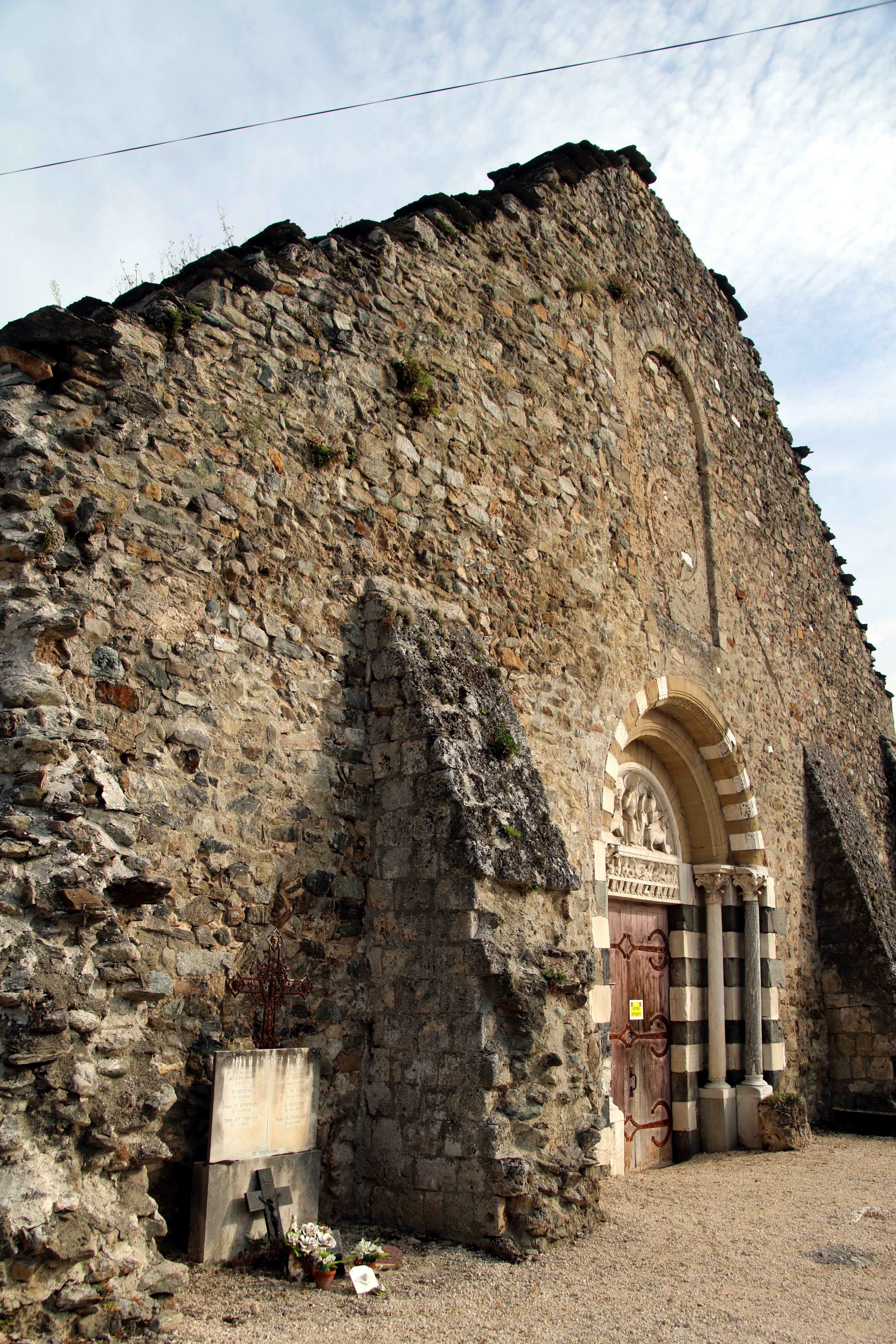
Façade de l'église
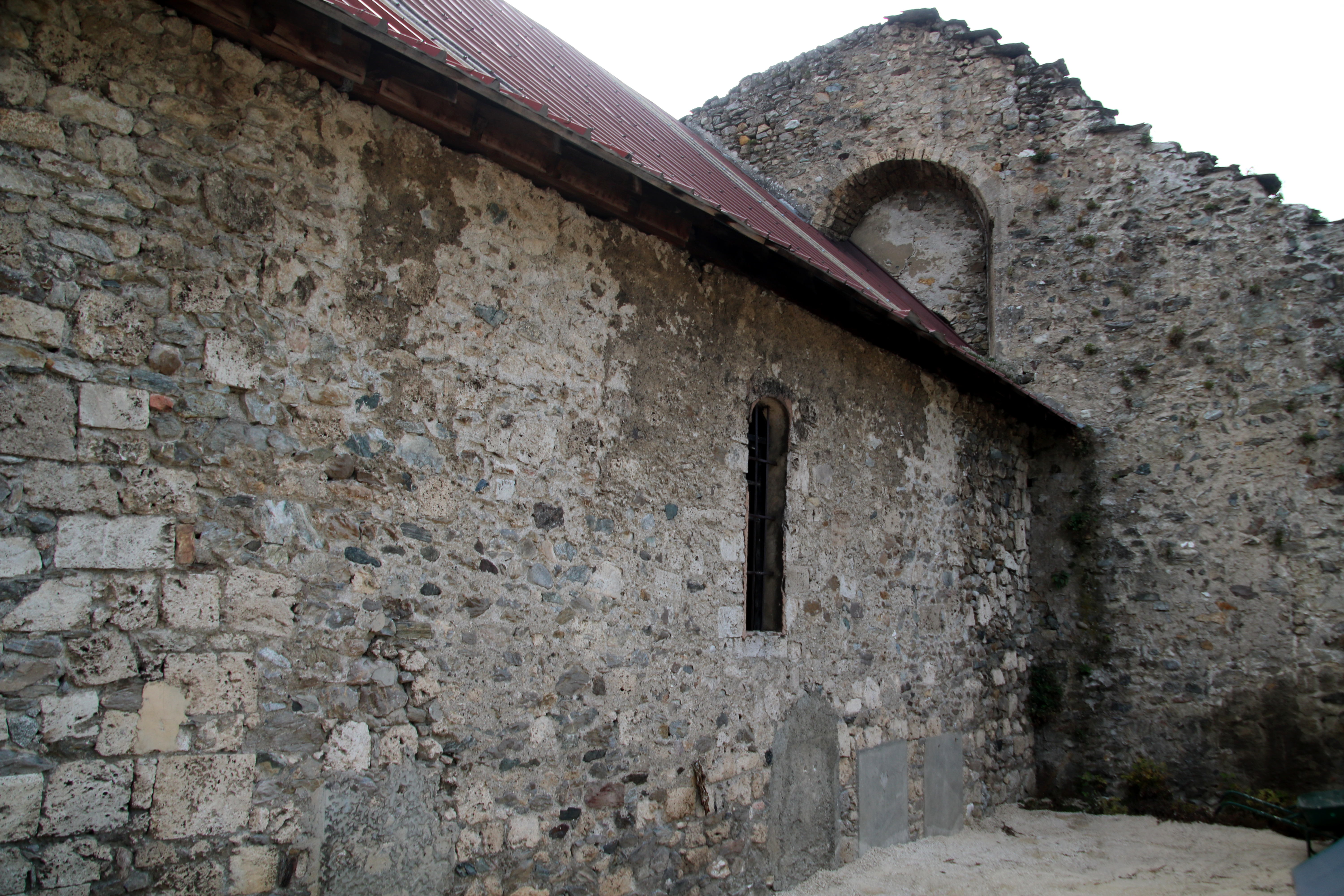
Mur de l'église
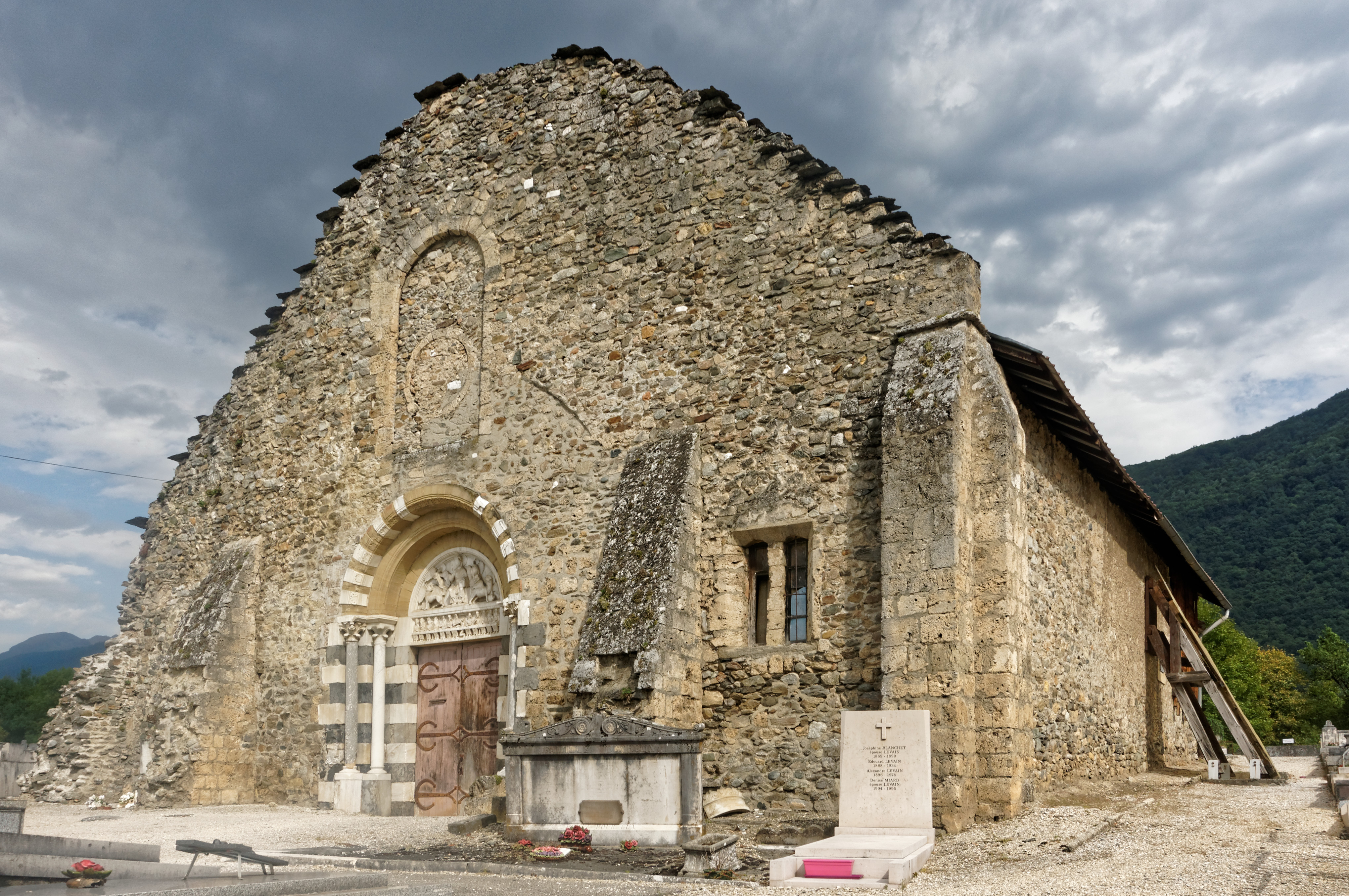
Façade et mur de l'église
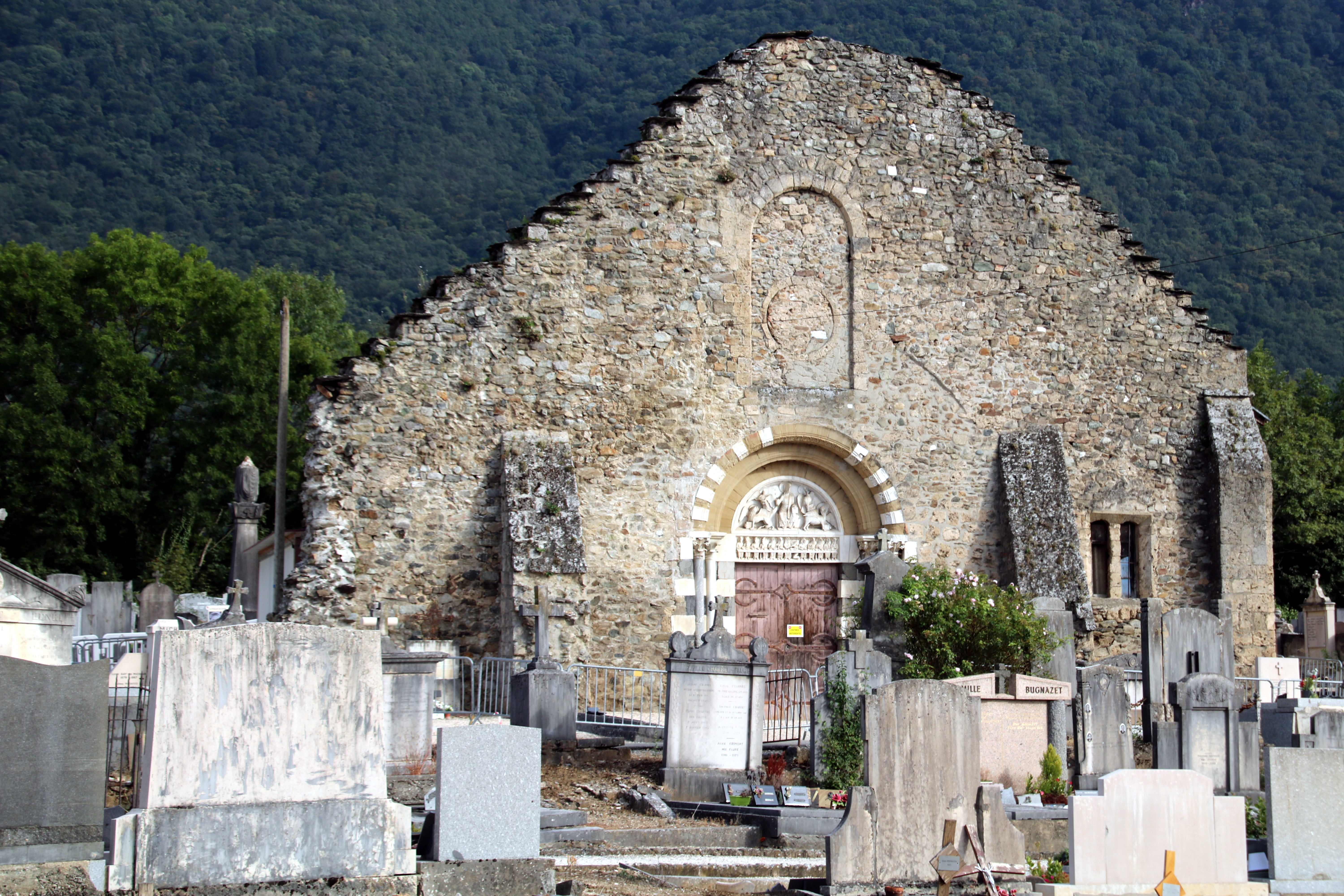
Façade de l'église et cimetière
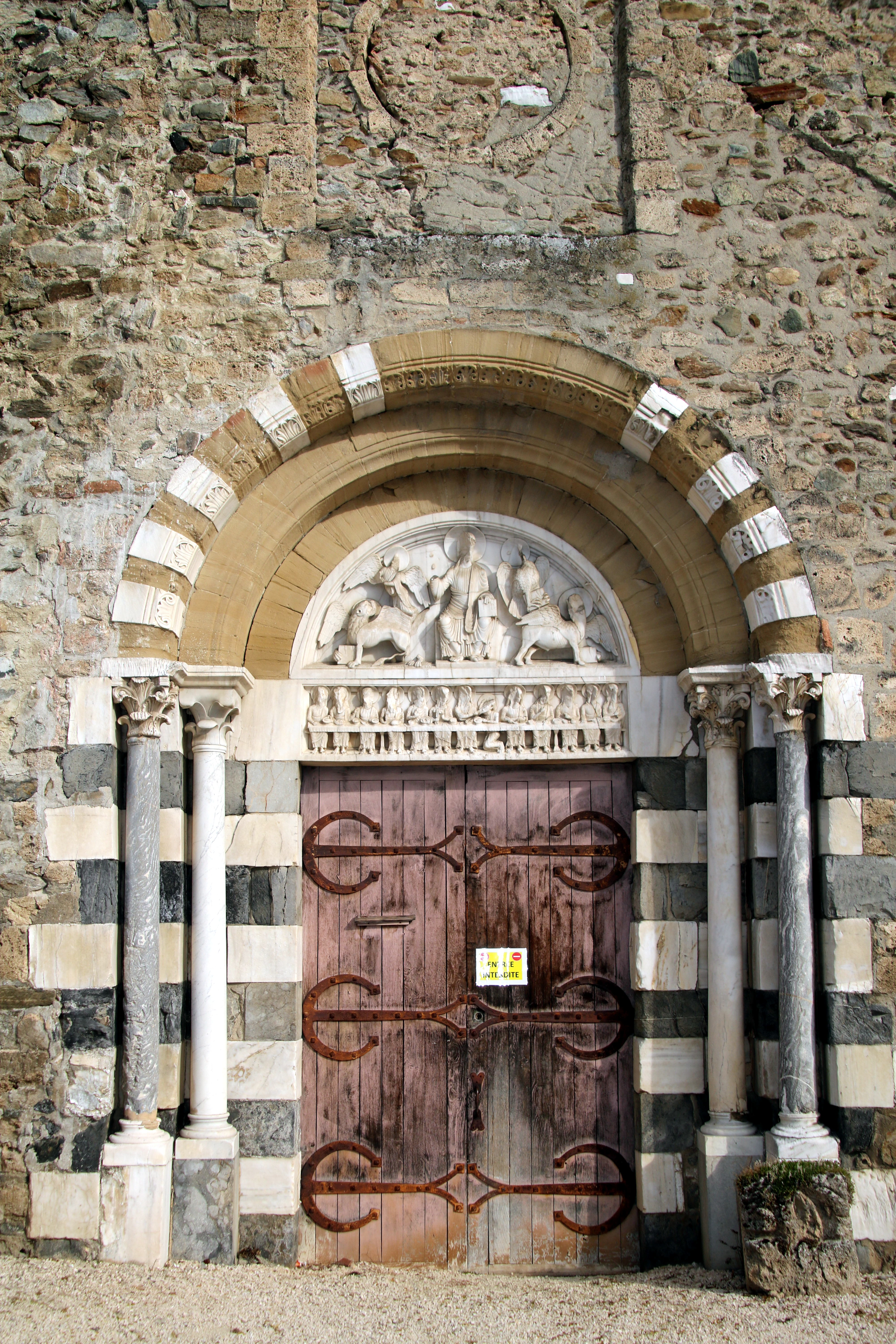
Portail et tympan de l'église